# Soldaditos de Pavía

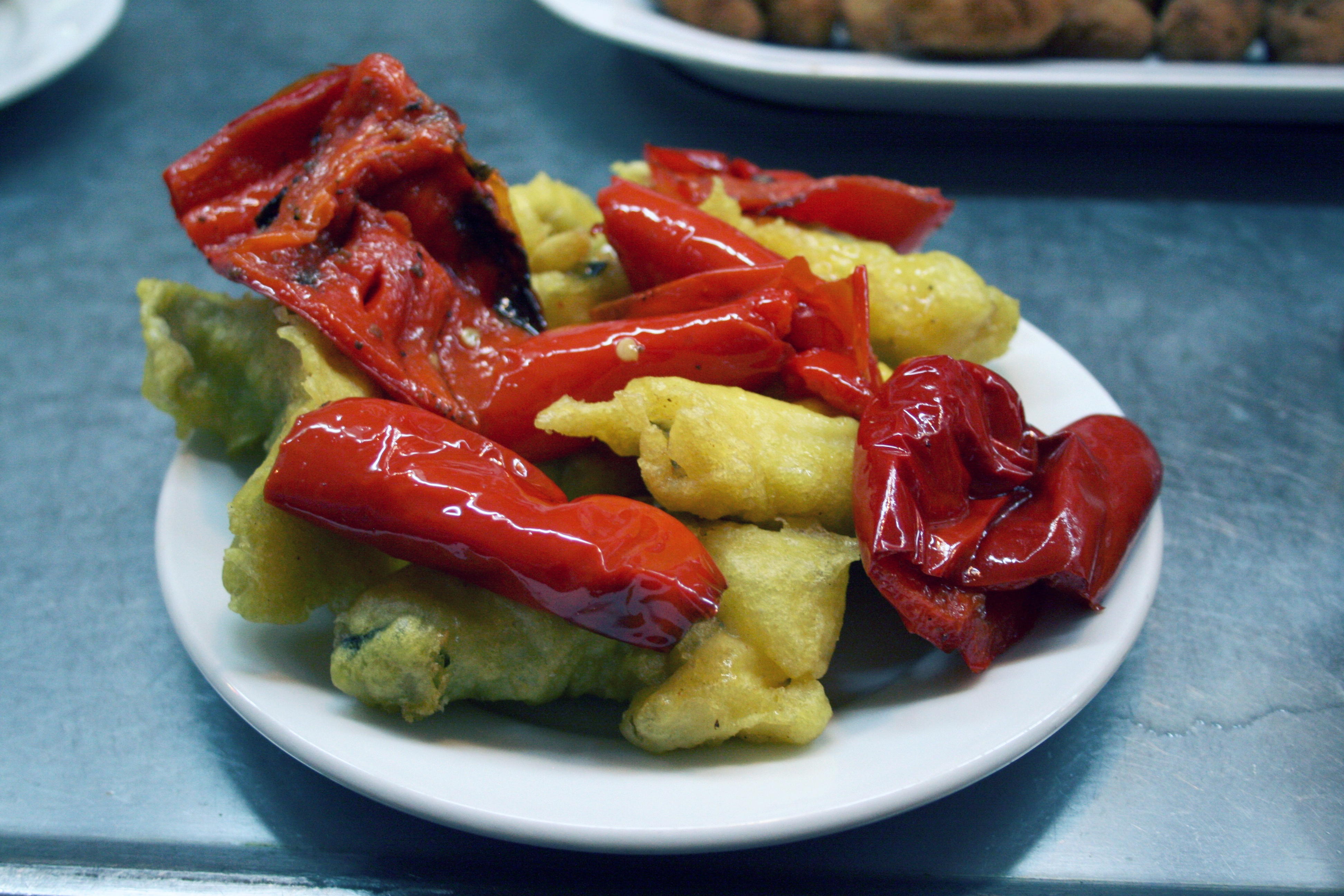
Soldaditos de Pavía en una tasca de Madrid.

Similitud de colores con la bandera del Tercio.

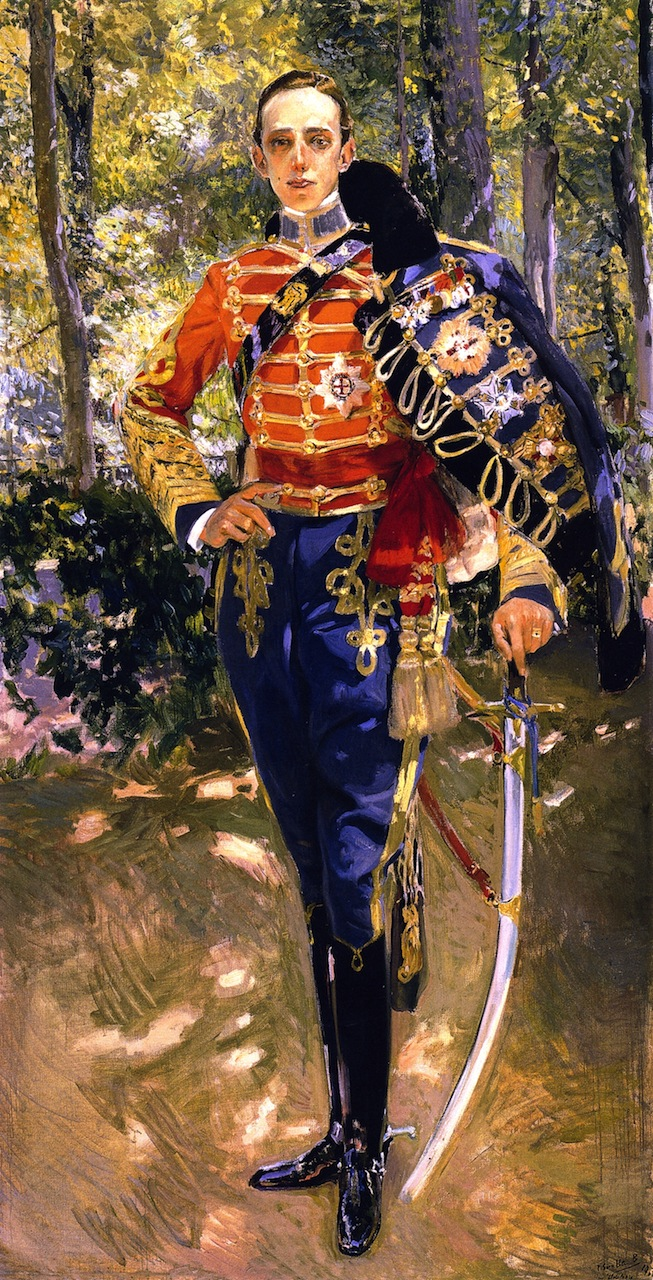
Retrato de Joaquín Sorolla al Rey Don Alfonso XIII con el uniforme de húsares.

Los soldaditos de Pavía (en algunas ocasiones denominados soldados de Pavía) constituyen un aperitivo típicamente andaluz y de algunas partes de Madrid, que consta de una fritura de bacalao rebozado acompañado de pimiento rojo. Hay autores que afirman que fueron concebidos en Casa Labra, taberna de la calle de Tetuán en Madrid. Se suelen servir fríos en algunas de las tascas y bares acompañándose con vino.

## Origen del nombre
El nombre de este plato ha dado lugar a numerosas teorías. Una de ellas menciona que el nombre Pavías se debe a que su color recuerda al del uniforme de los húsares de los tercios españoles que combatieron en la Batalla de Pavía en 1525, en la que las tropas españolas de Carlos I derrotaron a los soldados franceses de Francisco I. Así, la decoración con pimiento rojo se usa para simular los galones de los soldados.
Esta teoría es rechazada por ciertos autores. Una de las razones es que los regimientos de húsares no aparecen en la Europa Occidental hasta bien entrado el siglo XVI. En España la denominación húsar aparece a finales del siglo XVIII y el diccionario de la Real Academia no lo documenta hasta 1817. El Regimiento de Pavía (que lleva una guerrera amarilla y rojo azafranado con pantalones y dolmán azul celeste) fue fundado en Pavía en 1684, es decir más de siglo y medio después de la batalla de Pavía. Pero no se denominó Regimiento de Húsares, ni de Pavía, sino Tercio de Dragones y Arcabuceros de Scheldon, debido a que su primer maestre de campo fue el duque de Sheldon. En 1714 pasó a denominarse Regimiento de Dragones de Caylus, luego Regimiento de Pavía 3.º de Dragones (en 1718), Regimiento de Pavía 4.º de Dragones (en 1741), Regimiento de Pavía 4.º de Cazadores (en 1803), Regimiento 4.º de Caballería ligera (en 1818), reorganizado en 1824 con el nombre de Regimiento de Pavía 2.º de Ligeros. Dos años más tarde fue Regimiento de León 2.º de Ligeros; en 1844 fue Regimiento de Pavía 5.º de Lanceros, y solamente en 1844 fue Regimiento de Húsares de Pavía; su periplo alcanza hasta el siglo XX. Con esta descripción autores gastronómicos como Néstor Luján mencionan que el nombre nada tiene que ver con la batalla, sino con los trajes de los húsares hasta bien entrado el siglo XIX. A finales del siglo XIX, en Sevilla y Madrid, se denominan "soldaditos de Pavía" a unos pastelillos fritos, que recuerdan por su aspecto y colores a la chaqueta de dicho regimiento.
Otra versión sobre el origen de su nombre dice que éste viene dado por el hecho histórico de la disolución de las Cortes por los húsares al mando del General Pavía. Este acto acabó con la Primera República, siendo posible que los madrileños vieran en las casacas de color rojizo de éstos cierto parecido con el plato. Esta versión es cuestión de debate entre autores, ya que algunos niegan esta última afirmación, mientras que otros la afirman. El gastrónomo y periodista Dionisio Pérez en su obra póstuma La cocina clásica española los denomina soldados de cuota.

## Características

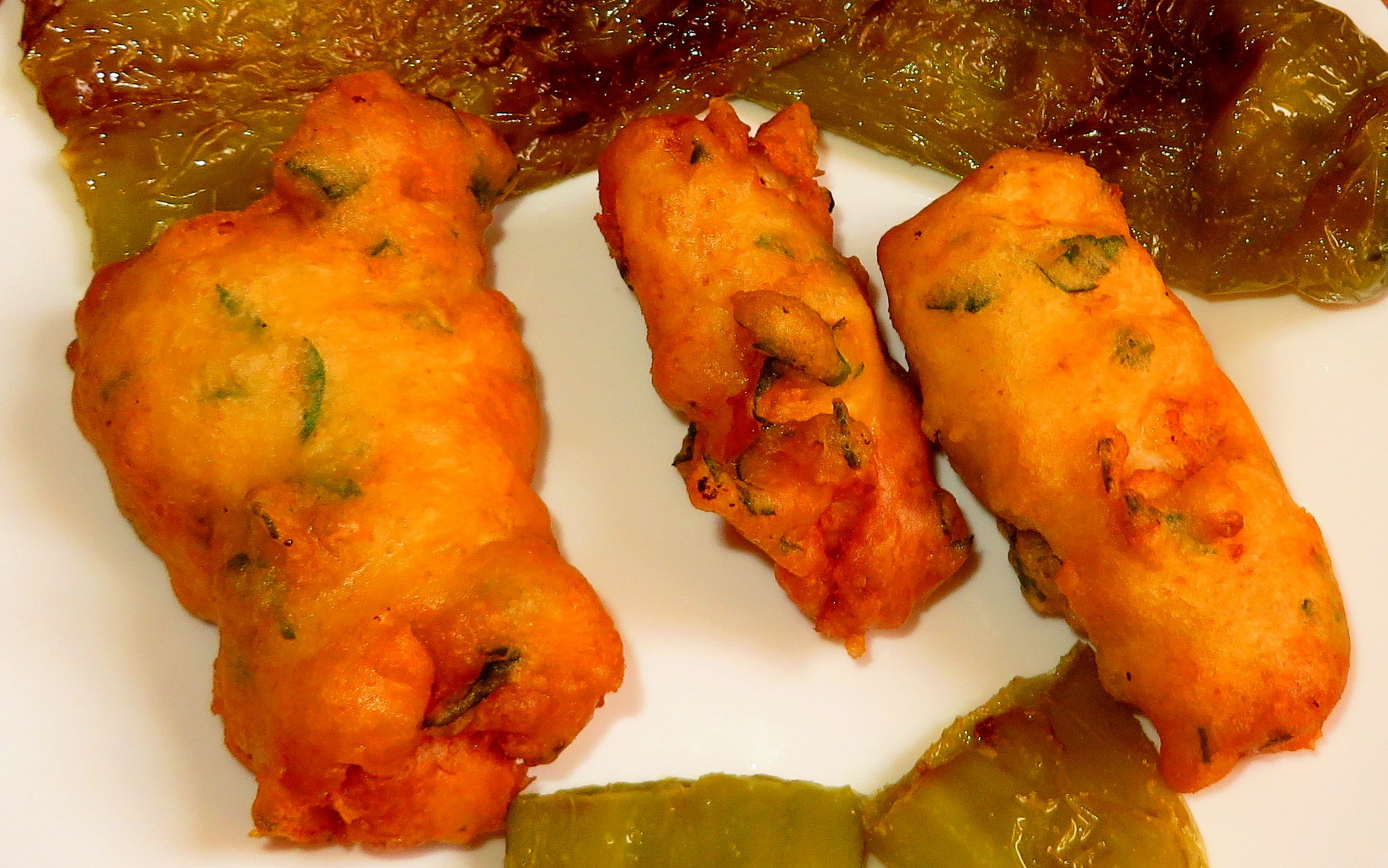
Pavías de bacalao

Los soldaditos de pavía son unas largas tiras de bacalao (el denominado bacalao de molla por no tener piel ni espinas) remojado, empanadas en una pasta de freír, coloreadas con unas hebras de azafrán. Estas tiras se fríen y deben quedar tostadas y crujientes. Era costumbre de antaño tomar esta tapa en una tasca, servida en la barra y acompañada de un vaso de vino, siendo alimento de clase obrera y humilde. Se emplea bacalao en salazón cortado en tiras que se ponen en remojo un día antes para reducir el sabor salado y eliminar el sobrante de sal, y antes de freírlo se reboza en una masa con azafrán.
En la actualidad es frecuente que se vierta una cierta cantidad de colorante artificial en la masa del rebozo (en lugar de emplear azafrán) para que el color amarillo final atraiga más a los potenciales consumidores. Este colorante contiene tartracina, con dicho aditivo hay que ser cauteloso pues puede provocar cefaleas (E-102) y es el denominado "amarillo paella", cuya intensidad de color amarillo depende de la concentración y carece de sabor u olor. Es más saludable substituir la tartracina por la cúrcuma que aporta igualmente un apetitoso color amarillo paella y no tiene efectos nocivos. La masa lleva levadura para que crezca durante la fritura (masa orly). Algunos autores mencionan un macerado previo en aceite de oliva, zumo de limón y ajo. En algunas ocasiones se sirven como complemento a platos de verduras.

## Variantes
En Andalucía se puede encontrar también este plato que, en lugar de emplear bacalao, se elabora con merluza y se conoce simplemente como pavías. En Andalucía en algunos casos se deja marinar los pedazos de bacalao con zumo de limón, aceite de oliva y un poco de aguardiente, una hora antes de la fritura. En algunos casos es un alimento típico que aparece servido en bares y restaurantes durante la celebración de la Semana Santa sevillana.